# JDMK
O JDMK (Java Dynamic Management Kit) é uma solução baseada em Java para construir e distribuir inteligência de gerenciamento em sistemas, aplicações e dispositivos de rede. Para o desenvolvimento ele utiliza classes de Java e ferramentas que simplificam o desenvolvimento de agentes dinâmicos e extensíveis.
Um agente é uma aplicação que oferece um ou mais serviços. Os agentes agem como assistentes invisíveis, ou alertam para problemas potenciais ao longo da rede ou executam tarefas de gerenciamento sem intervenção humana. Agentes são inteligentes, autônomos e dinâmicos. Eles podem carregar serviços de gerenciamento do servidor de rede e podem incluir novos serviços para que fiquem disponíveis. Isto permite que um novo serviço de gerenciamento pode ser iniciado a qualquer hora.